# Dolgorukow (Adelsgeschlecht)

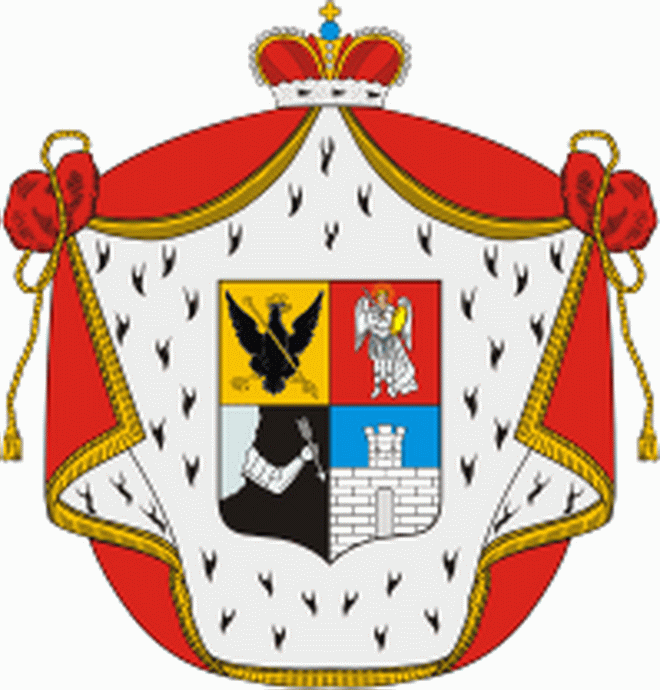
Wappen

Die Fürsten Dolgorukow (russisch Долгоруков) oder Dolgoruki (russisch Долгорукий) sind ein altes russisches Adelsgeschlecht, das dem Hochadel angehört. Aus dem Hause Dolgorukow stammten viele Staatsmänner, Militärführer und Künstler.

## Geschichte
Die Dolgorukow sind ein jüngerer Zweig des Fürstenhauses Obolenski, das seine Abstammung auf Juri, den fünften Sohn des Michael von Tschernigow, Herrscher im Fürstentum Tschernigow, zurückführt. Sie regierten das um 1270 von Juri gegründete Fürstentum Obolensk (heute Obolenskoe östlich von Obninsk) und verblieben nach der Unterstellung unter das Großfürstentum Moskau ab 1494 dort als Gouverneure. Der Gründer der Linie Dolgorukow war Fürst Iwan Andrejewitsch Obolenski, der im 15. Jahrhundert wegen seiner Rachsucht den Spitznamen Dolgoruki (der mit dem langen Arm) bekam.

## Namensträger
- Wassili Wladimirowitsch Dolgorukow (1667–1746), russischer Politiker und 1728 Feldmarschall
- Wassili Lukitsch Dolgorukow (1670–1739), russischer Diplomat
- Wladimir Petrowitsch Dolgorukow (1699–1761), russischer Generalleutnant, Gouverneur in Est- und Livland
- Wassili Wladimirowitsch Dolgorukow (Generalmajor) (1738–1782), russischer Generalmajor
- Juri Wladimirowitsch Dolgorukow (1740–1830), russischer General en chef

- Michail Petrowitsch Dolgorukow (1780–1808), russischer Generalmajor und Flügeladjutant

- Peter Petrowitsch Dolgorukow, der Jüngere, (1777–1806), russischer Offizier und Diplomat
- Dmitri Iwanowitsch Dolgorukow (1797–1867), russischer Diplomat und Dichter
- Wassili Andrejewitsch Dolgorukow (1804–1868), russischer Generaladjutant, General der Kavallerie, Kriegsminister und Chef der Geheimpolizei
- Nikolai Sergejewitsch Dolgorukow (1840–1913), russischer Botschafter
- Jekaterina Michailowna Dolgorukowa (1847–1922), russische Geliebte und spätere Ehefrau des Zaren Alexander II.
- Sofka Skipwith (1907–1994), geborene Sofka Dolgoruki, russisch-britische Kommunistin